# Balgstädt
Balgstädt là một đô thị thuộc huyện Burgenland, bang Sachsen-Anhalt, Đức. Đô thị Balgstädt có diện tích 32,58 km², dân số thời điểm ngày 31 tháng 12 năm 2006 là 1267 người.